# Fereczata
Fereczata (1102 m n.p.m.) – szczyt w paśmie granicznym Bieszczadów Zachodnich. Jest kulminacją bocznego grzbietu odbiegającego z Okrąglika na wschód. Stoki, z których północny opada do doliny Bystrego, a południowy ku dolinie Smereka, są pocięte licznymi, niewielkimi dolinami płynących tamtędy potoków. Ze szczytu odbiega na południowy wschód boczne ramię z kulminacją Tambołów Roh (1030 m n.p.m.).
Nazwa pochodzi z języka wołoskiego (por. rum. ferece – „paproć”).

## Pieszy szlak turystyczny
Główny Szlak Beskidzki pomiędzy wsią Smerek a Okrąglikiem